# Toyota Noah
Les Noah et Voxy sont des monospaces de taille moyenne à 7 ou 8 places selon les versions, fabriqués par le constructeur japonais Toyota. Ces deux modèles sont techniquement identiques et esthétiquement très proches : la principale différence se situe au niveau de la calandre, spécifique à chacun des deux modèles.
Le Noah est à l'origine une simple finition dans la gamme TownAce et LiteAce puis devient un modèle à part entière à partir de 2001. C'est à ce moment-là que le Voxy arrive dans la gamme Toyota.

## Toyota LiteAce/TownAce Noah (1996 - 2001)
Cette première génération peut en fait être considérée comme une demi-génération, ou une génération "de transition". L'appellation Noah n'est en effet alors qu'une simple finition dans la gamme Town Ace et Lite Ace.
Plutôt rustiques de conception, ces modèles sont au départ des utilitaires, ici aménagés pour devenir des familiales à 8 places. Il s'agit de propulsion (ou 4 roues motrices, selon les versions), qui s'équipent soit d'un 2 litres essence, soit d'un 2,2 litres turbo diesel et reçoivent une seule portes latérale arrière. Celle-ci est coulissante.

## Noah / Voxy: Première génération (2001 - 2007)

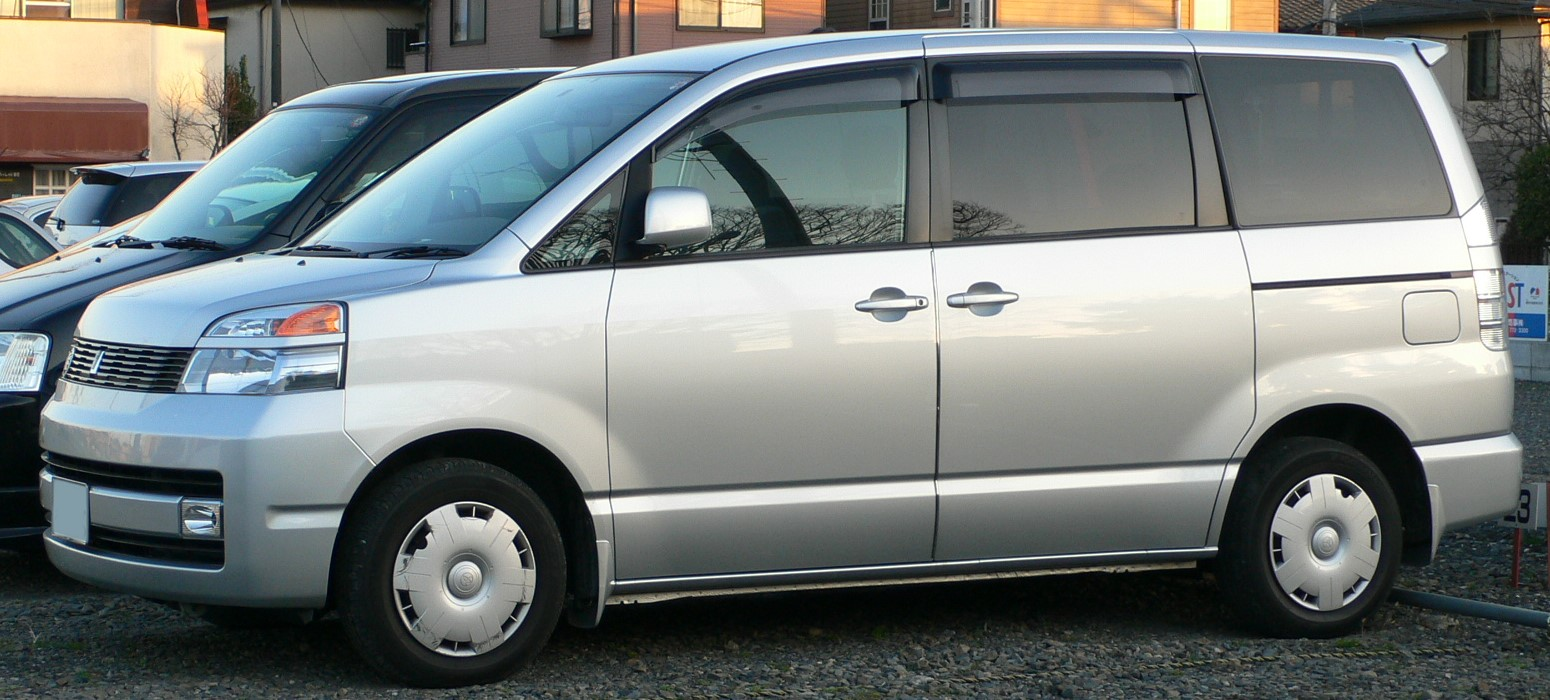
Le Toyota Voxy
première génération.

À partir de novembre 2001, le Noah devient un modèle à part entière pendant que le Town Ace, dont dépendait le premier Noah, continuera sa route de son côté. Le Town Ace deviendra ainsi un véritable petit camion pendant que le Noah assumera plus franchement son rôle de monospace.
La carrosserie reste volumineuse et le style assez rigide, mais le confort et les prestations sont bien ceux d'une vraie familiale et il y a désormais deux portes latérales arrière coulissantes. Il s'agit désormais d'une traction (ou d'une 4 roues motrices, bien sûr), qui s'est débarrassée de son diesel trop utilitaire. Ne subsiste qu'un 2 litres essence, affichant 152 ch et qui s'accouple à une boîte automatique à 4 rapports. Laquelle laissera place, au moment d'un restylage en 2004, à un variateur CVT.
Rival du Nissan Serena sur le marché japonais, le Noah se dédouble en une version techniquement identique mais à la présentation légèrement différente, le Voxy. Les ventes de ces deux modèles vont faire un véritable carton sur le marché japonais. Ce duo se retrouve également dans d'autres pays d'Asie et est notamment leader du marché à Hong-Kong. En revanche, il n'est exporté ni vers l'Europe, ni vers les États-Unis.

## Noah / Voxy: Deuxième génération (2007 - 2014)

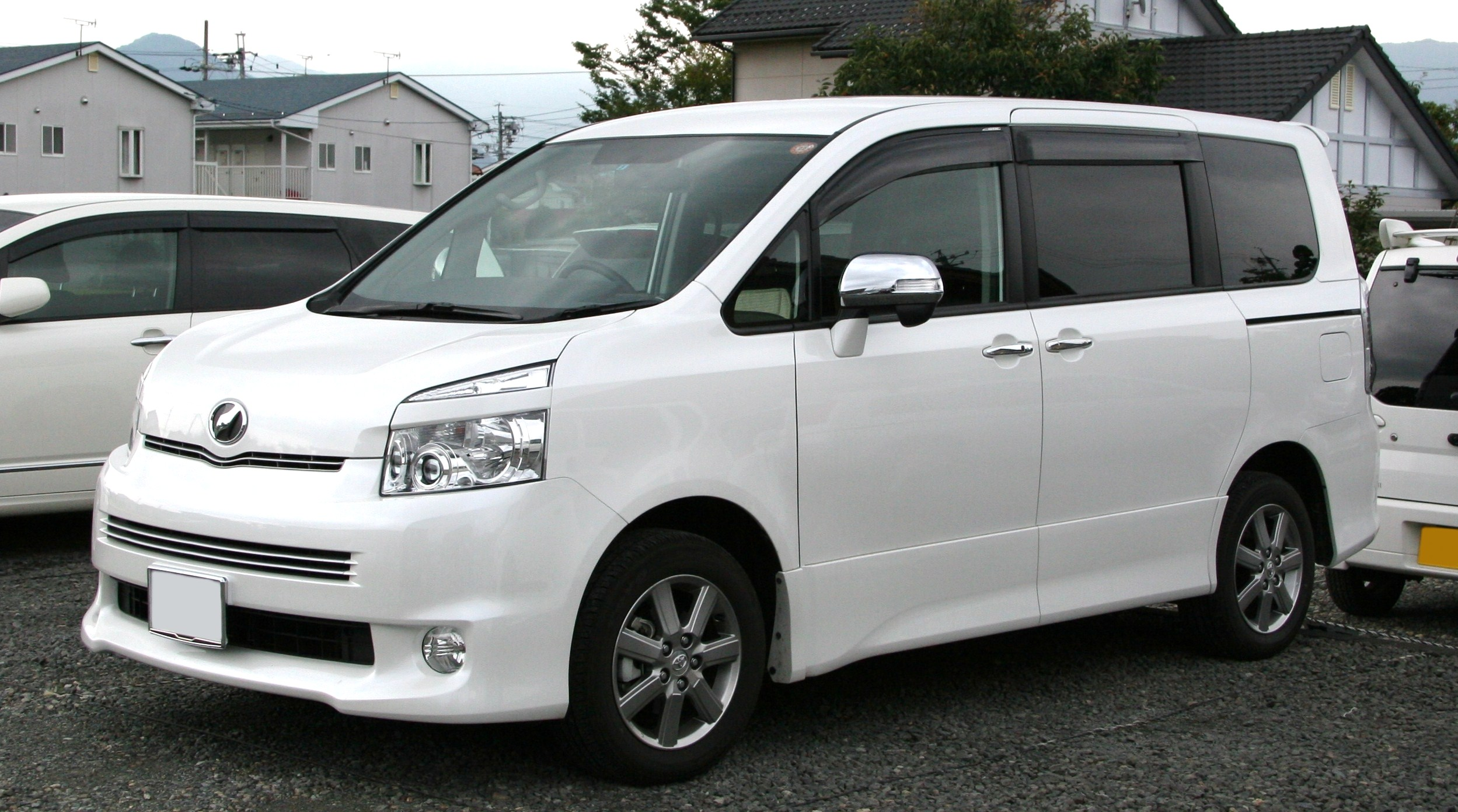
Toyota Voxy
deuxième génération.

Alors que le précédent Noah marquait une évolution très importante sur son prédécesseur, le modèle qui apparaît en juin 2007 fait cette fois très peu évoluer la base technique. L'empattement est le même et, si le moteur est nouveau et plus sobre, il s'agit toujours d'un 2 litres associé à une boîte CVT.
Le Voxy est renouvelé en même temps que le Noah. Il n'en est donc qu'à sa deuxième génération lorsque le Noah en est à sa troisième. Les deux modèles s'affichent aux mêmes prix, à partir de 2 050 000 ¥ (prix à juillet 2011), le client optant pour l'un des modèles ou l'autre en raison de sa préférence esthétique... même si les deux modèles affichent un style toujours très proche.
Les Noah et Voxy connaissent un gros succès au Japon et leurs ventes combinées leur ont permis d'atteindre, en 2010, la cinquième place du marché japonais, toutes catégories confondues.